# استیگماتلین
استیگماتلین (به انگلیسی: Stigmatellin) با فرمول شیمیایی C30H42O7 یک ترکیب شیمیایی با شناسه پاب‌کم 447884 است. که جرم مولی آن ۵۱۴٫۶۵ گرم بر مول می‌باشد. 